# Izmir BSB SK
İzmir BSB SK (İzmir Büyükşehir Belediyesi SK) est un club sportif turc domicilié à Izmir. Le club est principalement connu pour ses sections de handball masculin et féminin qui évoluent au plus haut niveau national.

## Palmarès
Handball masculin
- Champion de Turquie (1) : 2008

Handball féminin
- Vice-Champion de Turquie en 2011

Hockey sur glace
- Champion de Turquie (1) : 2014
- Vice-Champion de Turquie (3) : 2013, 2015, 2016